# Удана
Удана, уданапали (тайск. อุทานปาฬิ) — третья книга Кхуддака Никаи пятого сборника Сутта-питаки. В этот раздел входит 80 таких высказываний (по большей части в стихотворной форме), каждому из которых предшествует повествование о ситуации, в которой Будда произнёс эти слова. Название можно перевести как «вдохновенные высказывания».
Удана состоит из восьми глав (вагга), в каждой из которых содержится по десять сутт. В каждой сутте Уданы имеется строчка: «Затем, осознав значимость этого, Благословенный произнёс…»: именно из-за этих высказываний (удан) книга и получила соответствующее название.

## Состав
1. Боддхивагга (О пробуждении)
2. Мучалиндавагга (О Мучалинде)
3. Нандавагга (О монахе Нанде[англ.], брате Будды)
4. Мегхиявагга (О Мегхи)
5. Сонавагга (О Соне)
6. Джаччандхавагга (Глава о слепых от рождения)
7. Чуллавагга (Малая глава)
8. Паталигамиявагга (О деревне Патали)

## Переводы на русский
- Тхеравада.ру